# Yoshihiro Akiyama
Yoshihiro Akiyama (Osaka, 29 luglio 1975) è un atleta di arti marziali miste e judoka sudcoreano naturalizzato giapponese, attualmente sotto contratto con la promozione statunitense UFC.
È un giapponese di quarta generazione ma di discendenza sudcoreana e ha acquisito la nazionalità nipponica nel 2001.
Nel judo ha vinto la medaglia d'oro ai campionati d'Asia del 2001 e ai giochi asiatici del 2002 rispettivamente per Corea del Sud e Giappone.
Nelle MMA Akiyama vanta la vittoria del torneo Hero's 2006 Light Heavyweight Grand Prix.
Akiyama è conosciuto per il suo judo di alto livello e per il suo stile di colpi simile a quello di una rissa da strada.

## Carriera nelle arti marziali miste
Come artista marziale ha vinto il torneo dei pesi massimi leggeri del K-1 HERO nel 2006. Nei suoi primi match il giapponese compilò un record di 12 vittorie ed una sola sconfitta ed ottenne importanti vittorie contro Alan Belcher, Dennis Kang, Melvin Manhoef e il boxer sudafricano Francois Botha.

### Ultimate Fighting Championship
Il suo debutto nell'Ultimate Fighting Championship fu ad UFC 100 superando Alan Belcher. Nel secondo match nella promotion americana perse contro Chris Leben a UFC 116 e anche il suo terzo incontro contro Michael Bisping a UFC 120. Tutti questi combattimenti vinsero però il premio per il Fight of the Night. L'ultima sconfitta, la terza consecutiva, avvenne contro l'ex campione brasiliano dei medio-massimi UFC Vítor Belfort.
Venne sconfitto anche in Giappone da Jake Shields ai punti con una decisione dei giudici di gara molto discussa, sebbene unanime.
Torna a combattere solamente nel settembre 2014 a Saitama, 2 anni e mezzo dopo l'ultimo incontro, e torna anche alla vittoria dominando Amir Sadollah in tutte e tre le riprese.
Dopo un anno di pausa ritorna nell'ottagono a novembre del 2015, dove affrontò Alberto Mina nel primo evento organizzato dalla UFC a Seul. Akiyama venne sconfitto per decisione non unanime.

## Risultati nelle arti marziali miste
| Risultato  | Record   | Avversario         | Metodo                                  | Evento                                            | Data              | Round | Tempo | Luogo                   | Note                                                       |
| ---------- | -------- | ------------------ | --------------------------------------- | ------------------------------------------------- | ----------------- | ----- | ----- | ----------------------- | ---------------------------------------------------------- |
| Sconfitta  | 14-6 (2) | Alberto Mina       | Decisione (non unanime)                 | UFC Fight Night: Henderson vs. Masvidal           | 28 novembre 2015  | 3     | 5:00  | Seul, Corea del Sud     |                                                            |
| Vittoria   | 14-5 (2) | Amir Sadollah      | Decisione (unanime)                     | UFC Fight Night: Hunt vs. Nelson                  | 20 settembre 2014 | 3     | 5:00  | Saitama, Giappone       |                                                            |
| Sconfitta  | 13-5 (2) | Jake Shields       | Decisione (unanime)                     | UFC 144: Edgar vs. Henderson                      | 26 febbraio 2012  | 3     | 5:00  | Saitama, Giappone       | Passa ai Pesi Welter                                       |
| Sconfitta  | 13-4 (2) | Vítor Belfort      | KO (pugni)                              | UFC 133: Evans vs. Ortiz                          | 6 agosto 2011     | 1     | 1:52  | Filadelfia, Stati Uniti |                                                            |
| Sconfitta  | 13–3 (2) | Michael Bisping    | Decisione (unanime)                     | UFC 120: Bisping vs. Akiyama                      | 16 ottobre 2010   | 3     | 5:00  | Londra, Regno Unito     |                                                            |
| Sconfitta  | 13–2 (2) | Chris Leben        | Sottomissione (triangolo)               | UFC 116: Lesnar vs. Carwin                        | 3 luglio 2010     | 3     | 4:40  | Las Vegas, Stati Uniti  |                                                            |
| Vittoria   | 13–1 (2) | Alan Belcher       | Decisione (non unanime)                 | UFC 100                                           | 11 luglio 2009    | 3     | 5:00  | Las Vegas, Stati Uniti  | Debutto in UFC                                             |
| Vittoria   | 12–1 (2) | Masanori Tonooka   | Sottomissione (armbar)                  | Dream 6: Middle Weight Grandprix 2008 Final Round | 23 settembre 2008 | 1     | 6:26  | Saitama, Giappone       |                                                            |
| Vittoria   | 11–1 (2) | Katsuyori Shibata  | Sottomissione (ezekiel choke)           | DREAM.5 Light Weight Grandprix 2008 Final Round   | 21 luglio 2008    | 1     | 6:34  | Osaka, Giappone         | Debutto in Dream                                           |
| No Contest | 10–1 (2) | Kazuo Misaki       | No Contest (calcio alla testa illegale) | Yarennoka!                                        | 31 dicembre 2007  | 1     | 7:48  | Saitama, Giappone       |                                                            |
| Vittoria   | 10–1 (1) | Denis Kang         | KO (pugni)                              | Hero's 2007 in Korea                              | 28 ottobre 2007   | 1     | 4:45  | Seul, Corea del Sud     |                                                            |
| No Contest | 9–1 (1)  | Kazushi Sakuraba   | No Contest (utilizzo di unguento)       | K-1 Hero's Premium Dynamite 2006!!                | 31 dicembre 2006  | 1     | 5:37  | Osaka, Giappone         |                                                            |
| Vittoria   | 9–1      | Melvin Manhoef     | Sottomissione (armbar)                  | Hero's 7                                          | 9 ottobre 2006    | 1     | 1:58  | Yokohama, Giappone      | Vince l'Hero's 2006 Light Heavyweight Grand Prix           |
| Vittoria   | 8–1      | Kęstutis Smirnovas | KO Tecnico (colpi)                      | Hero's 7                                          | 9 ottobre 2006    | 1     | 3:01  | Yokohama, Giappone      | Hero's 2006 Light Heavyweight Grand Prix, Semifinale       |
| Vittoria   | 7–1      | Taiei Kin          | Sottomissione (armbar)                  | Hero's 6                                          | 5 agosto 2006     | 1     | 2:01  | Tokyo, Giappone         | Hero's 2006 Light Heavyweight Grand Prix, Quarti di finale |
| Vittoria   | 6–1      | Katsuhiko Nagata   | KO (calcio rotante)                     | Hero's 5                                          | 3 maggio 2006     | 1     | 2:25  | Tokyo, Giappone         |                                                            |
| Vittoria   | 5–1      | Tokimitsu Ishizawa | Sottomissione (ezekiel choke)           | Hero's 4                                          | 15 marzo 2006     | 2     | 1:41  | Tokyo, Giappone         |                                                            |
| Vittoria   | 4–1      | Masakatsu Okuda    | KO (body slam e pugni)                  | Hero's 2005 in Seoul                              | 5 novembre 2005   | 1     | 3:31  | Seul, Corea del Sud     |                                                            |
| Vittoria   | 3–1      | Michael Lerma      | KO Tecnico (pugni)                      | K-1 World MAX 2005 Champions' Challenge           | 12 ottobre 2005   | 1     | 2:47  | Tokyo, Giappone         |                                                            |
| Vittoria   | 2–1      | Carl Toomey        | Sottomissione (armbar)                  | Hero's 2                                          | 6 luglio 2005     | 1     | 0:59  | Tokyo, Giappone         |                                                            |
| Sconfitta  | 1–1      | Jérôme Le Banner   | KO (ginocchiata)                        | Hero's 1                                          | 26 marzo 2005     | 1     | 2:24  | Saitama, Giappone       |                                                            |
| Vittoria   | 1–0      | Francois Botha     | Sottomissione (armbar)                  | K-1 PREMIUM 2004 Dynamite!!                       | 31 dicembre 2004  | 1     | 1:54  | Osaka, Giappone         |                                                            |

## Filmografia
- Operation Chromite (In-cheon sang-ryuk jak-jeon), regia di John H. Lee (2016)